# Ретерзен
Ретерзен (њем. Rettersen) општина је у њемачкој савезној држави Рајна-Палатинат. Једно је од 119 општинских средишта округа Алтенкирхен (Вестервалд). Према процјени из 2010. у општини је живјело 396 становника. Посједује регионалну шифру (AGS) 7132094.

## Географски и демографски подаци
Ретерзен се налази у савезној држави Рајна-Палатинат у округу Алтенкирхен (Вестервалд). Општина се налази на надморској висини од 285 метара. Површина општине износи 3,2 km². У самом мјесту је, према процјени из 2010. године, живјело 396 становника. Просјечна густина становништва износи 123 становника/km².